# Limnocyonidae
São um grupo de mamíferos carnívoros arcaicos tradicionalmente considerados como uma subfamília dos Hyaenodontidae, membros da ordem Creodonta e parte da coorte Laurasiatheria. Seu status é polêmico, e por vezes são considerados como uma família à parte, Limnocyonidae. O nome é derivado do gênero-tipo, Limnocyon, do grego limnos "pântano", e kyon "cão".

## Taxonomia
Família LIMNOCYONIDAE ou Subfamília LIMNOCYONINAE Wortman, 1902
- Subfamília Limnocyoninae ou Tribo Limnocyonini
  - Prolimnocyon Matthew, 1915
    - Prolimnocyon chowi - Paleoceno Superior?, Ásia
    - Prolimnocyon atavus Matthew, 1915
    - Prolimnocyon antiquus
    - Prolimnocyon haematus
    - Prolimnocyon eerius - Eoceno Inferior, Wasatchiano, EUA.
    - Prolimnocyon elisabethae
    - Prolimnocyon iudei

  - Limnocyon Marsh, 1872
    -       - Limnocyon verus Marsh, 1872
      - Limnocyon potens

  - Thinocyon Marsh, 1872
    - Thinocyon medius
    - Thinocyon velox Marsh, 1872
    - Thinocyon mustelinus
    - Thinocyon cledensis
    - Thinocyon comptus

  - Oxyaenodon Wortman, 1899
  - Oxyaenodon dysodus Wortman, 1899
  - Iridodon Morlo & Gunnell, 2003
    - Iridodon datzae Morlo & Gunnell, 2003 - Eoceno, Bridgeriano (Br1a), EUA

  -  ?Prolaena
  - Prolaena parva(Xu et al., 1979) - Eoceno Médio, Hetaoyuan, Honan, China.

- Subfamília MACHAEROIDINAE ou Tribo MACHAEROIDINI
  - Apataelurus Scott, 1938
    - Apataelurus kayi Scott, 1938 - EUA

  - Machaeroides Matthew, 1909
    - Machaeroides eothen Matthew, 1909 - EUA
    - Machaeroides simpsoni - EUA